# Гладинський заказник
Гла́динський заказник — ботанічний заказник загальнодержавного значення в Україні. Розташований на схід від села Лопухова Тячівського району Закарпатської області, на північно-західних схилах Свидовецького масиву, на лівобережжі річки Турбат (верхів'я Тересви). 
Площа заказника 130 га, створений 1974 року. Перебуває у віданні Брустурянського держлісмисливгоспу. 
Охороняється рідкісне в Українських Карпатах місце, де на кам'яних осипищах зростають ялина та ялиця резонансна віком 120–150 і більше років. Деревина цих дерев має особливо цінні для виготовлення музичних інструментів резонансні властивості.
Трав'яний покрив у заказнику бідний. Тваринний світ представлений типовими для Карпат видами: ведмідь бурий, куниця кам'яна, олень карпатський, саламандра, гадюка звичайна, а також тритон альпійський, занесений до Червоної книги України. 
Заказник має наукове, природоохоронне та пізнавальне значення, є цінною лісонасіннєвою ділянкою.